# HMS Hardy (1936)
La HMS Hardy è stata un cacciatorpediniere conduttore classe H della Royal Navy. Settima nave da guerra britannica a portare questo nome, è intitolata al vice ammiraglio Sir Thomas Hardy (1769–1839), capitano della HMS Victory durante la battaglia di Trafalgar. Venne costruita nei cantieri Cammell Laird di Birkenead, venendo impostata il 30 maggio 1935, varata il 7 aprile 1936 ed entrando in servizio l'11 dicembre successivo. Il suo pennant number era H87 ma in pratica non venne mai utilizzato in quanto l'unità servì per tutta la sua carriera come capoflottiglia.

## Servizio
Dal momento dell'ingresso in servizio venne utilizzata come capoflottiglia della 2 Flottiglia cacciatorpediniere, aggregata alla Mediterranean Fleet. Allo scoppio della seconda guerra mondiale, nel settembre 1939, entrò in stato di guerra venendo utilizzata per pattugliamenti anticontrabbando nel Mediterraneo orientale. Venne quindi deciso il trasferimento dell'intera flottiglia a Freetown, in Sierra Leone con compiti di pattuglia e difesa ai convogli nell'Atlantico, dove le unità rimasero fino alla fine dell'anno.
Nel gennaio 1940 la flottiglia venne trasferita in patria e aggregata alla Home Fleet, salpando quindi da Freetown in 13 gennaio e giungendo a destinazione il 25 seguente. All'arrivo la Hardy entrò in cantiere a Devonport per dei lavori, che inclusero l'installazione delle apparecchiature di de-gaussing per neutralizzare la minaccia delle mine magnetiche. Da febbraio venne quindi dislocata sul Clyde con compiti di scorta ai convogli e pattugliamenti nelle acque nordoccidentali del Regno Unito. Dal 9 marzo venne trasferita insieme alla flottiglia a Scapa Flow, dove era basato il grosso della Home Fleet. Dal 6 aprile prese parte alla scorta ad un gruppo di posamine impiegati a creare uno sbarramento nelle acque norvegesi insieme ai cacciatorpediniere Havock, Hostile e Hunter.
Due giorni dopo, con l'inizio della campagna di Norvegia, venne impiegata insieme alle stesse navi in un pattugliamento alla bocca del Vestfjord. Il 10 aprile le unità entrarono quindi nell'Ofotfjord, scontrandosi con dei cacciatorpediniere tedeschi nella prima battaglia navale di Narvik. Nelle prime fasi della battaglia vennero affondate due unità tedesche, colte di sorpresa, insieme a 11 mercantili presenti nella rada. Durante il ritorno, le unità vennero intercettate da altri 5 cacciatorpediniere tedeschi, che inflissero gravi danni alla Hardy con i cannoni da 127 mm. L'unità, in fiamme, si arenò sulla riva sud del fiordo, mentre la Hunter venne affondata.